# Scotland Neck (Karolina Północna)
Scotland Neck – miasto w Stanach Zjednoczonych, w stanie Karolina Północna, w hrabstwie Halifax.